# Molefi Sefularo
Molefi Sefularo (* 9. Juli 1957 in Potchefstroom; † 5. April 2010 bei Pretoria) war ein südafrikanischer Politiker.

## Leben
Sefularo wurde als Sohn von Kenosi Solomon Sefularo und Masabata Martha Sefularo, geborene Motsumi, in der südafrikanischen Nordwestprovinz, in der historischen Provinz Transvaal, etwa 120 Kilometer südwestlich von Johannesburg entfernt, geboren. 
Sefularo studierte Medizin an der University of the Witwatersrand. Dort erwarb ein Diploma in Public Health, ein Diploma in Tropical Medicine & Hygiene und ein Diploma in Health Service Management. An der Medical University of Southern Africa (MEDUNSA), der heutigen University of Limpopo, schloss er einem Bachelor of Medicine, Bachelor of Surgery (MB ChB) ab. Anschließend war er als Allgemeinmediziner tätig. An der Graduate School of Business der University of Cape Town erwarb er außerdem einen akademischen Grad als Master of Business Administration (MBA).
Er war 1979 Gründungsmitglied der Azanian Students Organisation, 1981 wurde er zu deren Sekretär gewählt. Von 1981 bis 1984 war er Präsident des Students Representatives Council an der Medical University of Southern Africa. 1983 trat er der United Democratic Front (UDF) bei und spielte eine aktive Rolle im Kampf gegen den von Südafrika eingesetzten und, nach einem Putschversuch, lediglich noch mit Unterstützung des südafrikanischen Militärs regierenden Präsidenten von Bophuthatswana, Lucas Mangope.
Sefularo war ab Anfang der 1980er Jahre als Deputy Superintendent, von 1986 bis 1991 dann als Senior Medical Officer am Thusong Hospital in dem früheren südafrikanischen Homeland Bophuthatswana tätig. Von 1992 bis 1993 war er Koordinator des National Progressive PHC Network. Von 1993 bis 1994 arbeitete er als Dozent und Lehrbeauftragter an der University of the Witwatersrand. 1993 war er Mitglied des Health Committee des ANC in der Provinz Gauteng, 1994 Mitglied des Health Desk des ANC in der Western Transvaal Region in der Provinz Klerksdorp. 
1994 wurde Sefularo zum Mitglied des Executive Council der Nordwestprovinz ernannt und war seitdem Regierungsmitglied der Provinzregung. Als MEC for Health war er für dort für den Gesundheitsbereich zuständig. 1999 wurde er für weitere fünf Jahre in diesem Amt wiedergewählt. Bis 2004 übte er dieses Amt aus.
2004 wurde Sefularo Mitglied der südafrikanischen Nationalversammlung und Whip. Er war Mitglied in verschiedenen parlamentarischen Ausschüssen, unter anderem in den Ausschüssen für  Handel und Industrie, Verkehr, Außenpolitik und Gesundheit. Er setzte sich besonders für die Bekämpfung der Immunschwächekrankheit AIDS ein und gehörte zu der Gruppe von Parlamentariern, die den Strategieplan HIV/AIDS 2007–2011 der neuen Regierung im Kampf gegen AIDS erarbeitet hatten. Sefularo war außerdem Mitglied des Provincial Executive Committee des African National Congress. 
Am 25. September 2008 wurde Sefularo zum stellvertretenden Gesundheitsminister (Deputy Health Minister) von Südafrika ernannt, nachdem dieses Amt seit dem Ausscheiden seiner Vorgängerin, Nozizwe Madlala-Routledge, seit 8. August 2007 vakant gewesen war. Dieses Amt übte er seit Mai 2009 auch unter der Regierung von Präsident Jacob Zuma aus. Sefularo starb im April 2010 bei einem Autounfall auf der National Road N4 in der Nähe von Pretoria.
Sefularo war seit 19. Oktober 1989 mit Kgomotso Kgoathe verheiratet.